# گورستان نرم کش
گورستان نرم کش در شهرستان املش، بخش رانکوه، روستای موسی کلایه واقع شده و این اثر در تاریخ ۲ آبان ۱۳۸۲ با شمارهٔ ثبت ۱۰۶۸۶ به‌عنوان یکی از آثار ملی ایران به ثبت رسیده است.